# 哈利·史托維
哈利·達菲爾德·史托維（英語：Harry Duffield Stovey，1856年12月20日—1937年9月20日)，為前美國職棒大聯盟的外野手和一壘手。他是大聯盟史上第一位敲出生涯百轟的球員，生涯曾效力於烏斯特人、費城運動家(已解散)、波士頓紅人、食豆人(今勇士)、金鶯(已解散)和新郎(今道奇)等隊。
史托維在早期棒球以擅長盜壘與打擊火力著稱，他數次奪得聯盟全壘打王。1883年和1890年，他分別上演單季14轟與單季97盜的聯盟紀錄。他生涯累積509次盜壘成功，至今在大聯盟仍名列第35名。此外，他也是大聯盟第一位會在滑壘時配戴滑壘手套的球員。

## 職業生涯

### 烏斯特烏斯特人
1880年，史托維登上大聯盟。7月17日，他敲出大聯盟生涯首轟。整季他敲出14支三壘安打與6轟。1881年8月17日，史托維被任命為球隊隊長，該年他的進攻數據多項能名列大聯盟前10名。1882年繳出2成89的打擊率，並敲出5轟與90次得分。

### 費城運動家
1883年，史托維加盟費城運動家。該年他敲出14轟，刷新大聯盟球員單季全壘打紀錄。此外，他的打擊率高達3成06，並跑回110分。1885年9月28日，史托維敲出生涯第51轟，成為當時大聯盟的全壘打王。1886年，他上演68次盜壘成功。

### 波士頓紅人
1890年，史托維跳槽加入球員聯盟的波士頓紅人。該年他繳出2成99的打擊率，並敲出11支三壘安打、12轟與97次盜壘成功。1890年9月3日，史托維敲出生涯第100轟，為史上第一人，並寫下大聯盟全壘打重要的里程碑。
球員聯盟後來僅維持一季便宣告解散，但史托維並未像其他選手一樣回到母球隊，而是轉到國聯的食豆人。1891年，他繳出2成79的打擊率，並敲出31支二壘安打。

### 金鶯與新郎
1892年，史托維僅出賽38場比賽，並在6月20日遭到釋出。後來他隨即加盟金鶯，並繳出2成72的打擊率，敲出11支三壘安打。整季他的打擊率為2成35，並敲出101支安打與67分打點。
1893年，史托維僅出賽8場比賽，就在5月22日被球隊釋出。他在5月15日加盟布魯克林新郎，並待到球季結束。

## 生涯打擊成績
| 出賽次數 | 打席 | 打數 | 得分 | 安打 | 二安 | 三安 | 全壘打 | 打點 | 盜壘 | 保送 | 三振 | 打擊率 | 上壘率 | 長打率 | OPS  |
| -------- | ---- | ---- | ---- | ---- | ---- | ---- | ------ | ---- | ---- | ---- | ---- | ------ | ------ | ------ | ---- |
| 1489     | 6848 | 6153 | 1495 | 1775 | 348  | 176  | 122    | 912  | 509  | 664  | 452  | .288   | .361   | .462   | .822 |

## 退休之後
退役後，史托維回到家鄉繼續在業餘球隊執教，他曾擔任過警察。後來他在新貝德福德去世，享年80歲。
2011年，美國棒球研究協會曾說史托維是19世紀最被低估的棒球傳奇。而他到目前為止仍未入選名人堂。

## 外部連結
- 球員資訊和成績在MLB，ESPN，Baseball-Reference，Fangraphs（英文）